# Барыс Арена
«Многофункциональный ледовый дворец» — спортивный комплекс в Астане (Казахстан), домашняя арена местного ХК «Барыс», выступающего в Континентальной хоккейной лиге.

## История
На его месте раньше находилось ныне осушённое озеро Малый Талдыколь.
В 2011 году комиссия КХЛ выявила несоответствие дворца спорта «Казахстан», прежней домашней арены «Барыса», новому техническому регламенту лиги по 37 пунктам. Вследствие этого было принято решение о возведении новой ледовой арены для ХК «Барыс».
Строительство началось в 2012 году. 8 августа 2015 года новая арена в присутствии президента Республики Казахстан сдана в эксплуатацию. 9 августа в дебютном матче на новой арене, в рамках Кубка Президента, астанинский «Барыс» одержал победу над новокузнецким «Металлургом» со счётом 4:2.
27 октября 2015 года инспекционная комиссия КХЛ приняла решение о готовности арены к проведению матчей турнира. А уже 28 октября «Барыс» провёл свой первый официальный матч на новой арене, переиграв так же со счётом 4:2 текущего обладателя Кубка Гагарина — Санкт-Петербургский СКА. Первый матч плей-офф состоялся 26 февраля 2017-го года, когда был повержен челябинский Трактор по счётом 3:1. В 2018-м году арена приняла  Матч звёзд.

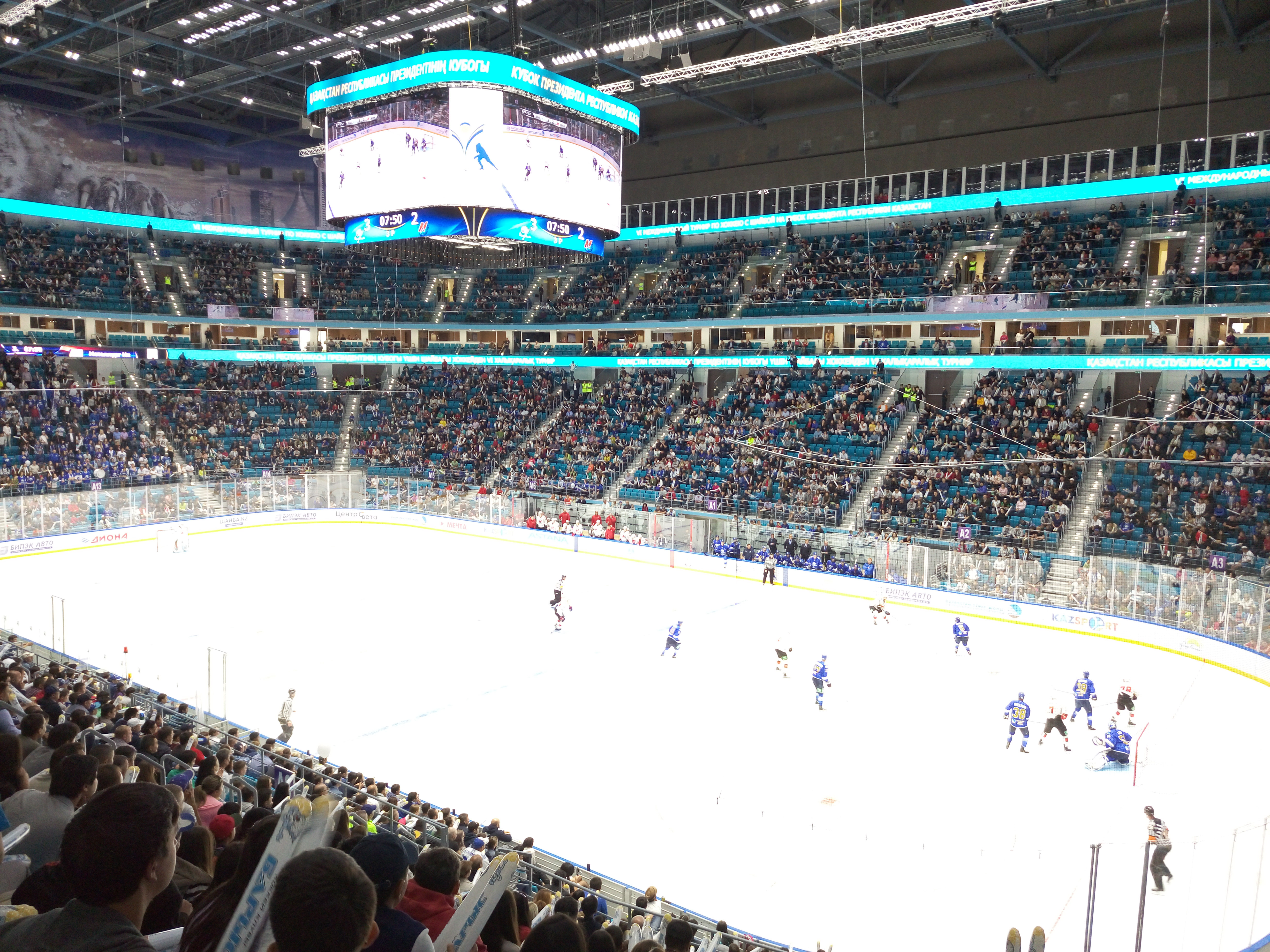
Матч-открытие, 9 августа 2015

## Важнейшие мероприятия

### Крупнейшие спортивные мероприятия
- 2019 - Первый дивизион чемпионата мира по хоккею с шайбой 2019

### Список важнейших торжественных и развлекательных мероприятий
- 2024 - Концерт Скриптонита, Ледовое шоу «Сказки Евгения Плющенко»
- 2025, 10-18 мая - PGL Astana 2025
- 2025 - Comic Con Astana 2025

## Происшествия
13 июля 2015 года во время строительства арены произошёл несчастный случай: шестеро рабочих строительной фирмы Mabco Construction S.A. (все — жители Республики Косово) сорвались с двадцатиметровой высоты, пятеро из которых скончались.